# عقوبة عرقية
في علم الاجتماع، يستخدم مصطلح العقوبة العرقية للإشارة إلى العوائق الاقتصادية وغير الاقتصادية التي تعاني منها الأقليات العرقية في سوق العمل مقارنة بالمجموعات العرقية الأخرى. ولاعتبارها مجالًا للدراسة بين خبراء الاقتصاد السلوكي وعلماء النفس وعلماء الاجتماع، حيث يتجاوز هذا المصطلح التمييز، ليشمل أيضا العوامل غير المعرفية وأخذها في الاعتبار من أجل تفسير سبب وجود اختلافات غير مبررة بين الأفراد ذوي القدرات المتشابهة بسبب انتمائهم في أعراق مختلفة.

## ملخص
تمت مناقشة مفهوم العقوبة العرقية لأول مرة كان من قبل عالم الاجتماع في جامعة أكسفورد أنتوني هيث. حيث نظر هيث في الأصل إلى العقوبة العرقية من خلال إجراء مقارنات بين مجموعتين في بريطانيا، البيض والسود ، مشيراً إلى أن معدل البطالة بين الرجال السود الأفارقة كان ضعف معدل البطالة بين الرجال البيض. وباستخدام بيانات التعداد السكاني للمملكة المتحدة لعام 2001، يشير جونستون وآخرون إلى أن جميع المجموعات العرقية والدينية في المملكة المتحدة كلنت قد عانت من عقوبات عرقية في سوق العمل، باستثناء المجموعات العرقية والدينية البريطانية البيضاء. كما أظهر كارمايكل وودز أن "العقوبات المدفوعة تختلف اختلافاً كبيراً بين الأقليات" التي تمت دراستها، في حالة العمال السود والهنود والباكستانيين والبنغلاديشيين في المملكة المتحدة. كما وجد سيمبسون وبوردام وتاجار وآخرون أن هذا يختلف بين أفراد الأقلية العرقية المولودين في المملكة المتحدة وأولئك الءين ينتمون إلى نفس العرق المولودين في الخارج - فالذكور المولودون في المملكة المتحدة أكثر عرضة للبطالة من الذكور من الخارج، في حين أن النساء المولودات في المملكة المتحدة "يملن إلى تحقيق أداء أفضل في سوق العمل من نظيراتهن المولودات في الخارج". وإلى جانب ذلك، أكد سيمبسون وآخرون أن هذا العائق لا يرتبط "بتركيز الأقليات العرقية في المناطق المحرومة"؛ إذ إن "أفراد الأقليات العرقية ما زالوا أكثر عرضة للبطالة بمقدار الضعف من نظرائهم البيض... حتى في المناطق التي يغلب عليها البيض".
يتم قياس العقوبات العرقية عادة باعتبارها الاختلافات في نتائج سوق العمل بين الأقليات والأغلبية التي تبقى بعد التحكم في رأس المال البشري وخصائص الخلفية الاجتماعية في نموذج إحصائي. يمكن أن تكون العقوبة العرقية مرتبطة بالبطالة، الوضع المهني أو المؤهلات الزائدة. يتم تفسير العقوبات العرقية في سوق العمل من خلال مجموعة متنوعة من العوامل، مثل الخصائص الفردية، وخصائص البلد، والبيئة الاجتماعية في البلد المضيف، وبيئة السياسة في البلد المضيف واختبارها بشكل منفصل. ومع ذلك، فإن العقوبات العرقية عادة ما تُعزى إلى سلوكيات أصحاب العمل التمييزية ضد الأقليات.